# Henri Breuil
Henri Édouard Prosper Breuil (28 lutego 1877 w Mortain, zm. 14 sierpnia 1961 w L’Isle-Adam) – francuski ksiądz, archeolog, antropolog i geolog. Znawca sztuki paleolitu i neolitu, zwłaszcza Francji, Hiszpanii i południowej Afryki. Twórca systemu chronologicznego młodszego paleolitu. 
W 1895 dołączył do seminarium Saint-Sulpice. W 1896 wziął udział w pierwszych wykopaliskach archeologicznych w Campigny. Święcenia kapłańskie otrzymał w 1900 otrzymując równocześnie pozwolenie na prowadzenie prac badawczych. W 1901 był współodkrywcą rytów naskalnych w Les Combarelles. Później brał udział w badaniach archeologicznych w Laugerie-Haute oraz w Teyjat. Uzyskał tytuł docenta Uniwersytetu we Fryburgu. Zajmował się chronologią okresu oryniackiego, doprowadzając do korekty ustaleń w tym zakresie. Od 1910 roku profesor Institut de Paléontologie Humaine w Paryżu. Wyodrębnił kultury abwilską, lewaluaską, klaktońską oraz tajacką.  Brał udział w ekspedycjach archeologicznych m.in. w Portugalii, Hiszpanii i Południowej Afryce. W latach 1928–1947 profesor Collège de France. Członek Institut de France.  Autor około 500 prac, m.in. L'Afrique préhistorique (1933), La Préhistoire... (wyd. 2 1937), 400 Siècles d'art pariétal (1952). W 1958 odznaczony Komandorią Legii Honorowej oraz hiszpańskim Orderem Alfonsa X Mądrego.